# 楠木渡镇
楠木渡镇，是中华人民共和国贵州省貴陽市开阳县下辖的一个乡镇级行政单位。

## 行政区划
楠木渡镇下辖以下地区：
楠木渡社区、临江村、新凤村、红星村、黄木村、胜利村、谷阳村、中合村和两路村。